# ラオディケ3世
ラオディケ3世（ギリシャ語: Λαοδικη Γ΄, ラテン文字転写: Laodice III）は、ポントスの王女で、セレウコス朝の王妃。紀元前212年から206年にかけて、夫のアンティオコス3世の東方遠征中に、長男アンティオコスの摂政を務めた。アンティオコスは紀元前193年に、彼女を崇拝する王室カルトを作った。紀元前192年、彼女は夫の再婚によって政治から距離を置いた。記録から分かっている彼女の最後の動静は、息子のセレウコス4世の裁判に関するもので、紀元前177年から176年の時のものである。